# Medal

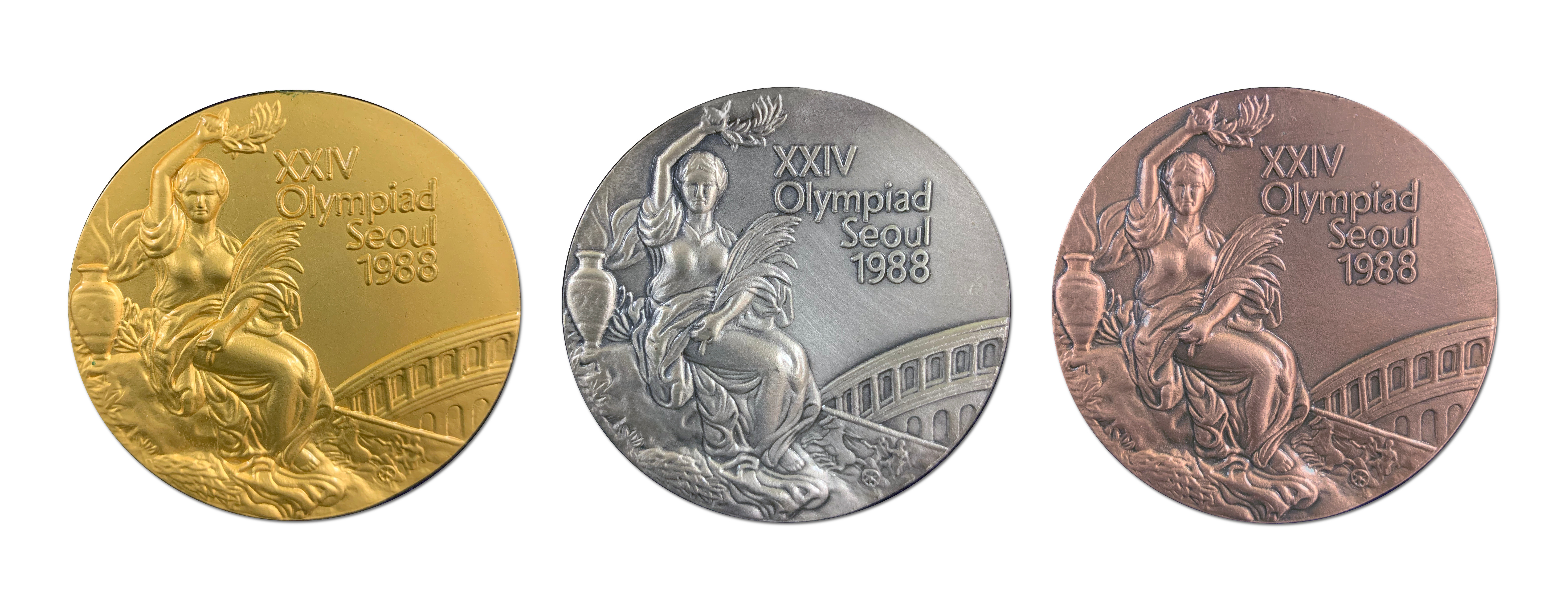
Medale olimpijskie z Letnich Igrzysk w 1988 r.

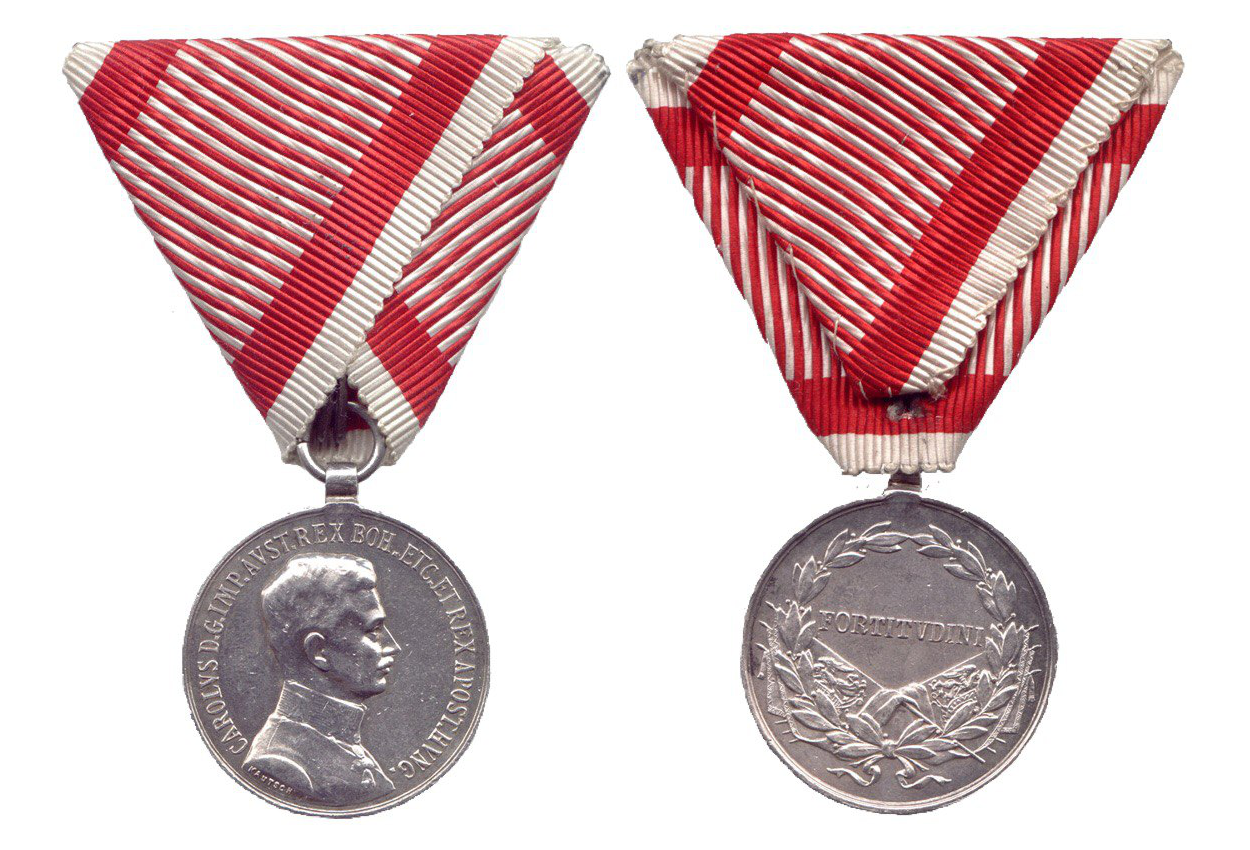
Wojskowy Medal Waleczności (odznaczenie)

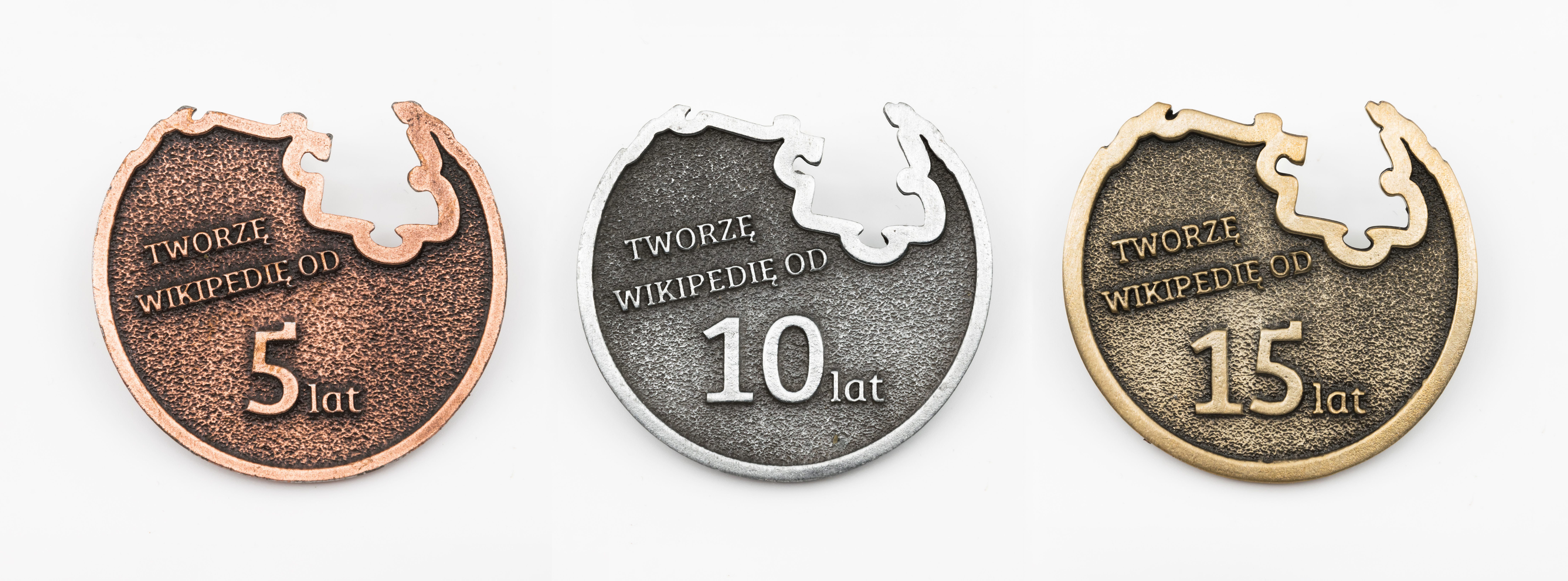
Medale polskojęzycznej Wikipedii przyznawane za długość stażu w projekcie

Medal – niewielki, najczęściej okrągły lub owalny, płaski wyrób metalowy (odmiana wieloboczna jest zwana plakietką), wykonany zazwyczaj techniką odlewu lub bicia. Często jest zawieszony na wstążce.
Pierwsze medale epoki nowożytnej pochodzą z XIV-wiecznych Włoch, a rozkwit medalierstwa przypada na wieki XV i XVI. Pierwszy medal w Polsce został wybity dla Jana Turzo, w 1508.
Medale wykonuje się dla upamiętnienia ważnych wydarzeń albo jako odznaczenia lub nagrody za wybitne osiągnięcia sportowe (na przykład medal olimpijski), wojskowe i inne. Medal sportowy jest okrągłym lub owalnym krążkiem (zwykle złotym, srebrnym lub brązowym) zdobionym po jednej lub obu stronach reliefem. Medale wojskowe mają dużo bardziej różnorodną formę. Ich kształt, kolor i wielkość zależą od pomysłowości twórcy i oficjalnych wymogów.

## Etymologia
Po raz pierwszy poświadczone w języku angielskim w 1578 roku, słowo medal wywodzi się ze średnio-francuskiego médaille, z kolei z włoskiego medaglia, a ostatecznie z postklasycznej łaciny medalia, oznaczającej monetę wartą pół denara. Natomiast słowo medalion (po raz pierwszy poświadczone w języku angielskim w 1658 r.) ma to samo ostateczne pochodzenie, ale tym razem od włoskiego medaglione, oznaczającego „duży medal”. Są dwie teorie dotyczące etymologii słowa medalia: pierwsza mówi, że samo łacińskie medalia pochodzi od przymiotnika medialis oznaczającego „środkowy” lub „środkowy”; druga mówi, że medaglia pochodzi od wulgarnej łaciny metallea (moneta), co oznacza „metal (moneta)”, a ta od łacińskiego metallum, które jest latynizacją języka greckiego μέταλλον (metallon), „kopalnia”.